# Wiescherhöfen
Wiescherhöfen ist ein Ortsteil der Stadt Hamm im Stadtbezirk Hamm-Pelkum. Wiescherhöfen liegt südlich der Lippe im östlichen Ruhrgebiet. Es grenzt an die Ortsteile Pelkum, Herringen, Westen, Berge und Weetfeld der Stadt Hamm.

## Geschichte
Zum ersten Mal wurde der Name Wiescherhöfen im Jahr 1486 urkundlich erwähnt. Im Schatzbuch der Grafschaft Mark wurde es noch „Wyesch“ geschrieben. Zu Wiescherhöfen gehörten nach dem Steuerbuch nur drei Höfe: Greinewysch, Tünnemann und Schult zur Wysch (Schulze zur Wiesch). Zu den drei Höfen kam in der Selmigerheide der Hof Schult van Zelmick (Schulze Selmig). Die vier Höfe schlossen sich später mit den neu erbauten Höfen zur Gemeinde Wiescherhöfen zusammen. Dieses waren laut Aufstellung des Amtes Pelkum von 1731 die Höfe: Schulze-Selmig, Schulte zur Wysche, Bresser, Grönewysche, Schulte Kissing, Tünnemann, Schnübbe, Hoppe, Dörholt, Lenickenhoff, Brandt, Drees, Vogelweyer und Kleykamp. Die Gemeinde gehörte kirchlich zu Herringen und hatte daher keine eigene Dorfkirche. Zu Wiescherhöfen gehörten zu dieser Zeit die Ortsteile Kissingerhöfen, Daberg, Geist, Lohauserholz, Selmiger Heide und die Harringholzsiedlung. Eine Privatschule wurde in der Selmigerheide schon im Jahre 1762 errichtet.
Insgesamt 17 Gemeinden wurden 1797 zum Amtsbezirk Pelkum zusammengefasst, weil die kleinen Gemeinden nicht alle Aufgaben aus eigener Kraft erledigen konnten. Die Hauptstelle des Amtes befand sich in Pelkum, der damals größten Gemeinde im Bezirk. An der Großen Werlstraße erbaute der Müller Middendorf im Jahre 1816 eine Mühle komplett aus Holz. Durch die geringe Besiedlung war das Bauwerk weithin sichtbar und wurde zum Wahrzeichen von Wiescherhöfen. Der Brandschutz wurde 1827 per Vertrag geregelt. Dreißig Bauern und Kötter einigten sich auf eine Umlage, um den Transport der Druckspritze zum Brandort zu regeln und zu finanzieren. Das Spritzenhaus war an der heutigen Weetfelder Straße / Einmündung Baumhofstraße. Die Brandbekämpfung erfolgte dann durch freiwillige Helfer und Nachbarn. Im Jahre 1831 betrug die Einwohnerzahl 454. Der Schützenverein Wiescherhöfen-Lohauserholz wurde im Jahre 1838 ins Leben gerufen.
Die Gemeinde war und ist sehr stark durch die Eisenbahn geprägt. Die Köln-Mindener Eisenbahn nahm am 2. Mai 1847 den Verkehr auf. Im Jahre 1865 wurde die Bergisch-Märkische Bahn in Betrieb genommen. Auf dem Gemeindegebiet befand sich später der größte Verschiebebahnhof Europas. Von insgesamt 11 Bauern wurden zirka 75 Hektar Land erworben, um diesen Bahnhof zu errichten. Das Rittergut Lohaus (Namensgeber des Ortsteiles Lohauserholz) verschwand durch den Verschiebebahnhof vollständig. Der Haltepunkt Wiescherhöfen an der Strecke nach Hagen wird seit 1978 nicht mehr bedient. Er lag im Flurstück „Kuckuck“ (heute Weetfelder Straße / Kreuzung Wiescherhöfener Straße). Inbetriebnahme war am 15. Dezember 1895.
Als dritte Eisenbahnstrecke wurde die Osterfelder Bahn im Jahre 1905 in Betrieb genommen.
Am 1. April 1884 wurde vom Amtsbezirk Pelkum die Amtssparkasse eröffnet, welche auch in der Selmigerheide und Lohauserholz Zweigstellen hatte und nun Teil der Sparkasse Hamm ist.
Der Männergesangverein Harmonie Wiescherhöfen gründete sich 1899.
Bereits im Jahre 1874 wurden bei Probebohrungen Kohlevorkommen entdeckt. Am 25. Oktober 1902 ging daher die Zeche de Wendel mit den beiden Schächten Heinrich und Robert in Betrieb. Zuvor hatte die Zeche De Wendel insgesamt 17.512 m² in Berge, Hamm, Pelkum, Wiescherhöfen und Herringen erworben. Die Kokerei hatte 118 Öfen mit einer Tagesproduktion von 2100 Tonnen. 1905 wurden der Turnverein „Deutsche Treue Wiescherhöfen“ gegründet und die Freiwillige Feuerwehr Wiescherhöfen am 9. Januar 1909. Sie erhielt ein Feuerwehrhaus mit Steigerturm neben der Dorfschule. Die Schützengesellschaft nahm am 28. Februar 1909 ihre Tätigkeit auf (die heutige Schützengesellschaft Wiescherhöfen-Weetfeld). Am 10. Juni 1910 gründete sich der Sport-Club Wiescherhöfen. Die Einwohnerzahl stieg, bedingt durch Eisenbahn und Zeche, weiter. Im Jahre 1900 betrug sie 1298 und 1914 waren es bereits 4515. Im Ersten Weltkrieg kam es zu keinen größeren Schäden in der Gemeinde. Der Zweite Weltkrieg sorgte, bedingt durch die Bahnstrecken und den Verschiebebahnhof, für erhebliche Schäden und Todesopfer. Der größte Angriff fand am 22. April 1944 statt und forderte allein 49 Tote.
Am 17. September 1950 wurde das neu erbaute Feuerwehrhaus Wiescherhöfen mit einem Schlauchturm an der Straße „Auf der Horst“ seiner Bestimmung übergeben. Das Löschfahrzeug stand im Erdgeschoss. Im 1. Obergeschoss und im Dachgeschoss befindet sich jeweils eine Wohnung.
Die neu erbaute Fahrzeughalle mit drei Lkw-Stellplätzen der Freiwilligen Feuerwehr Wiescherhöfen wurde am 27. November 1965 in Betrieb genommen. Zeitgleich ging das erste Drehleiterfahrzeug (Magirusleiter auf Fahrgestell von Klöckner-Humboldt-Deutz) in den Einsatzdienst.
Am 13. Dezember 1967 erließ der Landtag das Gesetz zur Neuordnung Unna/Hamm. Gegen den Willen von Rat und Bevölkerung wurde die Gemeinde geteilt. Am 1. Januar 1968 kamen die Ortsteile Daberg, Geist und Lohauserholz zur Stadt Hamm. Die anderen Ortsteile wechselten in die Großgemeinde Pelkum. Das Amt Pelkum wurde aufgelöst.
Die beiden Gemeindevertreter der Gemeinden Wiescherhöfen und Weetfeld einigten sich 1971 darauf, das Weetfelder Feuerwehrfahrzeug im Feuerwehrhaus Wiescherhöfen unterzustellen. Die Nutzung der Gebäude wurde der Feuerwehr Weetfeld ebenfalls gestattet. Das alte Feuerwehrhaus der Freiwilligen Feuerwehr Weetfeld an der heutigen Kreuzung Wilhelm-Lange Straße/Weetfelder Straße wurde in Eigenarbeit abgerissen.
Am 1. Januar 1975 kam es zur zweiten kommunalen Neuordnung und der Rest von Wiescherhöfen gehört seither zur Stadt Hamm.
Am 31. März 1987 wurde die Kokerei der Zeche Heinrich-Robert geschlossen. Im Herbst 1987 wurde mit dem Abriss der Gebäude begonnen. Er dauerte bis zum Frühjahr 1988. Ziemlich zum Ende mussten die beiden Kamine weichen. Durch die Stilllegung der Kokerei änderte sich das Ortsbild entsprechend: Nachdem das Feuer in den Öfen erloschen war, blieben auch die Löschwasserdampfwolken und Abgasfackeln aus. Erst nach dem Abriss wollte man ein Industriedenkmal in Form einer Koksofentür aufstellen, allerdings wurde bereits alles entsorgt. Die auf dem Wiescherhöfener Marktplatz ausgestellte Ofentür stammt von der Kokerei Hansa in Dortmund.
Am 30. September 2010 wurde die letzte Förderschicht auf Heinrich-Robert gefahren. Nach über 100 Jahren schloss somit die letzte Zeche in der Stadt Hamm.
Im Jahre 2013 wurde die unter Denkmalschutz stehende ehemalige Dorfschule der Feuerwehr Wiescherhöfen/Weetfeld und der Jugendfeuerwehr für ihren Schulungsbetrieb zur Verfügung gestellt, welche die Räumlichkeiten in Eigenleistung renovierten und umbauten.

## Einwohnerentwicklung
| Jahr | Einwohner |
| ---- | --------- |
| 1849 | 0499      |
| 1910 | 4515      |
| 1931 | 6152      |
| 1956 | 8567      |
| 1961 | 9223      |

## Söhne des Ortes
- Karl Isenbeck (1904–1945), Pflanzenzuchtwissenschaftler
- Walther Lipphardt (1906–1981), Musik- und Theaterwissenschaftler, Kirchenmusiker und Gymnasiallehrer